# Siete mil ochocientos veinticinco
El siete mil ochocientos veinticinco (7825) es el número natural siguiente a 7824 y el anterior a 7826.

## En matemáticas
- 7825 es el número más pequeño para el que es imposible que cada terna pitagórica sea multicolor. La prueba de 200 terabytes para verificar esta propiedad es la más grande que se haya hecho.[2][3]
- 7825 es una constante mágica de un cuadrado mágico normal de n×n y del problema de las ocho reinas para n=25.